# Mitchell Lichtenstein
Mitchell Wilson Lichtenstein (* 10. März 1956 in Cleveland, Ohio, Vereinigte Staaten) ist ein US-amerikanischer Schauspieler, Autor, Produzent und Regisseur.
Lichtenstein ist der Sohn von Isabel Wilson und Roy Lichtenstein. Lichtenstein studierte Schauspielerei am Bennington College. Seit 1983 ist er als Schauspieler für Film und Fernsehen aktiv. 2008 gewann er auf dem Gérardmer Film Festival den Special Jury Prize für Teeth – Wer zuletzt beißt, beißt am besten, seinem Spielfilmdebüt als Regisseur. 2009 folgte Happy Tears, 2015 die Literaturverfilmung Angelica. Bei allen war er auch als Drehbuchautor beteiligt und übernahm die Produktion.
Er lebt offen schwul.

## Filmographie
- 1983: Marines
- 1983: Windhunde
- 1984: Pechvögel
- 1984: Miami Vice
- 1987: Der Equalizer
- 1989: Nighingales
- 1990: Der tiefe Sumpf des Südens
- 1993: Das Hochzeitsbankett
- 1993: Cheers
- 1993: Jung und Leidenschaftlich – Wie das Leben so spielt
- 1995: Dai shu nan ren
- 1995: Law & Order
- 1996: Death Script
- 1998: Law & Order
- 1998: Homicide
- 1999: Makellos
- 2002: Twin Set
- 2007: Teeth
- 2009: Happy Tears (Regie und Drehbuch)
- 2016: Modern Houses